# Stabat Mater (Pergolesi)
Stabat Mater italského barokního skladatele Giovanniho Battisty Pergolesiho je jedno ze známých zhudebnění středověkého veršovaného textu Stabat Mater. Pergolesiho úprava je pro alt, soprán, smyčce a basso continuo. Jedná se o Pergolesiho nejslavnější duchovní dílo, zkomponované v roce 1736, několik týdnů před skladatelovou smrtí.

## Okolnosti vzniku díla
Pergolesi své Stabat Mater zkomponoval na žádost neapolského šlechtického řádového bratrstva, Cavalieri della Vergine dei Dolori di San Luigi al Palazzo, pro liturgické potřeby Svatého týdne. O dvacet let dříve si totéž bratrstvo objednalo rovněž Stabat Mater u Alessandra Scarlattiho. Pergolesi skladbu zkomponoval zároveň se svým Salve Regina, ve Františkánském klášteře v Pozzuoli několik týdnů před smrtí na tuberkulózu.

## Části
Dílo sestává z dvanácti částí:
1. Stabat mater dolorosa, duet pro alt a soprán
2. Cujus animam gementem, sopránová árie
3. O quam tristis et afflicta, duet pro alt a soprán
4. Quae moerebat et dolebat, altová árie
5. Quis est homo, duet pro alt a soprán
6. Vidit suum dulcem natum, sopránová árie
7. Eja mater fons amoris, altová árie
8. Fac ut ardeat cor meum, duet pro alt a soprán
9. Sancta mater, istud agas, duet pro alt a soprán
10. Fac ut portem Christi mortem, altová árie
11. Inflammatus et accensus, duet pro alt a soprán
12. Quando corpus morietur a Amen, duet pro alt a soprán